# Jagmeet Singh
Pour les articles homonymes, voir Singh.
Jagmeet Singh, (/d͡ʒəɡˈmit sɪŋ/ ; en pendjabi : ਜਗਮੀਤ ਸਿੰਘ ਧਾਲੀਵਾਲ), né le 2 janvier 1979, est un avocat et un homme politique canadien. Il a été député provincial pour Bramalea—Gore—Malton en Ontario de 2011 à 2017, chef adjoint du NPD Ontario de 2015 à 2017 et leader du Nouveau Parti démocratique au niveau fédéral de 2017 à 2025.
Il est le premier sikh portant le turban à devenir membre de l'Assemblée législative ontarienne et le premier à occuper la position de chef d'un parti politique au Canada.

## Jeunesse et formation
Jagmeet Singh est né à Scarborough et est l'ainé des quatre enfants d'un couple d'immigrants pendjabis : son père, Jagtaran Singh Dhaliwal, est psychiatre et sa mère, Harmeet Kaur Dhaliwal, est enseignante,,. Jagmeet Singh a brièvement vécu au Pendjab (Inde) avant de retourner au Canada quand son père a intégré une école de médecine à Terre-Neuve où la famille vit pendant cinq ans,. Ils s'installent ensuite à Windsor où Jagmeet Singh grandit. Il fréquente alors la Detroit Country Day School, une école privée de Beverly Hills au Michigan, dont il est diplômé en 1997.
Jagmeet Singh souhaitait devenir médecin comme son père mais la maladie de ce dernier le pousse à rentrer sur le marché du travail,. Il étudie à l'Université Western Ontario où il obtient un diplôme de biologie,. Il entreprend brièvement des études de science informatique avant de se réorienter vers le droit, sur le conseil d'un professeur de philosophie. Jagmeet Singh obtient son baccalauréat en droit à la Osgoode Hall Law School de l'Université York en 2005.
Il décide alors de devenir avocat pénaliste à la suite de ses expériences personnelles d'interrogatoires agressifs de la police. Il travaille pour le cabinet Pinkofsky de Toronto, à l'époque le plus important cabinet pénaliste du Canada puis ouvre son propre cabinet à Brampton,.
En tant qu'avocat, Jagmeet Singh propose des séminaires juridiques gratuits à travers l'Ontario et ses services pro bono pour des organisations communautaires. Dans un article du Toronto Star publié en 2012, il affirme que sa carrière en tant qu'avocat pénaliste a contribué à sa décision d'entrer en politique, notamment son travail de défense des droits de la Charte canadienne des droits et libertés.

## Carrière politique

### Élections fédérales de 2011
Jagmeet Singh travaille gratuitement pour un groupe militant s'opposant à la visite au Canada de Kamal Nath, le ministre indien du Commerce, accusé d'avoir participé aux émeutes anti-sikhs de 1984,. N'ayant pas réussi à faire entendre l'opinion du groupe, il décide alors de se lancer en politique.
Il se présente à l'élection fédérale de 2011 pour le NPD dans la circonscription de Bramalea—Gore—Malton. Pendant la campagne, il cesse d'utiliser le nom Dhaliwal car c'est un patronyme de sikh de haute caste pour le nom plus répandu de Singh. Il est défait par le candidat conservateur Bal Gosal de 539 voix,.

### Premier mandat provincial
Lors des élections provinciales de 2011, Jagmeet Singh est de nouveau candidat dans Bramalea—Gore—Malton pour le NPD de l'Ontario. Il bat le député libéral sortant Kuldip Kular de 2 277 voix, et devient ainsi le premier député provincial du NPD à représenter la région de Peel ainsi que le premier député à porter le turban au sein de la législature ontarienne,. Lors de la 40e législature, Jagmeet Singh est nommé critique du procureur général et du ministre des Services aux consommateurs.
Dans le cadre de ses fonctions, en 2011 il appelle le gouvernement à renforcer la responsabilité de la police et les pouvoirs de l'Unité des Enquêtes spéciales (SIU). Il critique le procureur général à la suite d'un rapport de l'ombudsman de l'Ontario sur le SIU. Jagmeet Singh critique également la gestion par le gouvernement du service d'ambulances aériennes Ornge qui est l'objet d'une enquête pour avoir payé un salaire de 1,4 million de dollars à son président sans être capable d'offrir un service d'urgence.
En mars 2012, Jagmeet Singh propose un projet de loi privé afin d'interdire aux assureurs automobiles de varier leurs taux en fonction de la localisation géographique des assurés. Le projet de loi est défait en seconde lecture. En mai 2012, il dépose un autre projet pour remédier aux frais élevés pour les transferts d'argent à l'étranger, mais le texte est retiré de l'ordre du jour lors de la prorogation de septembre 2012. En mars 2013, il dépose une motion demandant au gouvernement libéral une réduction de 15 % des frais d'assurance automobile. La motion est adoptée par l'Assemblée législative et la réduction est incluse dans le budget provincial 2013.
Le 26 mars 2012, Jagmeet Singh fait une déclaration s'opposant à la position du gouvernement indien concernant la peine de mort de Balwant Singh Rajoana dans laquelle il appelle le Canada et l'Ontario à demander à l'Inde d'abolir la peine de mort. En juin 2012, il consacre une déclaration au souvenir des émeutes anti-sikhs de 1984 et de l'opération Blue Star. Il a également critiqué les violations des droits de l'homme envers la population tamoule par le gouvernement du Sri Lanka, pour les droits du peuple tibétain en Chine et dénoncé les actions contre le Falun Gong du gouvernement chinois.
En décembre 2013, une loi proposée par Jagmeet Singh est adoptée faisant d'avril le mois du patrimoine sikh dans la province de l'Ontario. Il s'agit selon lui d'« une occasion de se souvenir, célébrer et éduquer les futures générations à propos des Canadiens sikhs et du rôle important qu'ils ont joué et continue de jouer dans les communautés à travers l'Ontario. »
En décembre 2013, le gouvernement indien refuse d'accorder un visa à Jagmeet Singh pour qu'il puisse recevoir le prix « sikh de l'année » que lui a attribué l'association indienne SEWA,.

### Chef du NPD
Le 1er octobre 2017, il devient chef du Nouveau Parti démocratique sur la scène fédérale, succédant à Thomas Mulcair.
Aux élections fédérales canadiennes de 2019, son parti n'obtient que 24 sièges alors qu'il en avait obtenu 44 à l'élection fédérale précédente sous Thomas Mulcair. Au Québec, il n'en conserve qu'un sur quinze.
Le 16 juin 2020, il est exclu de la Chambre des communes pour avoir refusé de s'excuser d'avoir traité un député de raciste.
N'ayant été réélu lors des élections fédérales de 2025, il annonce le 28 avril 2025 sa démission comme chef du NPD. Il est remplacé le 5 mai suivant par Don Davies, député de la Colombie-Britannique.

## Controverses religieuses
Jagmeet Singh milite en faveur d'une exception de l'obligation du port du casque pour les motocyclistes de confession sikhe. Lors de la course à la chefferie du NPD, il a aussi fait savoir qu'il entendait poursuivre devant les tribunaux, s'il était adopté, le projet de loi québécois sur la neutralité religieuse, qui prévoit entre autres que les services publics doivent habituellement se donner et se recevoir à visage découvert.
Durant les débats télévisés précédant les élections fédérales canadiennes du 21 octobre 2019, il affirme qu'il n'avait pas l'intention de contester la loi sauf si la contestation judiciaire se rend à la Cour suprême pour violation des droits prévus dans la Charte canadienne des droits et libertés.
Interrogé à ce sujet par le journaliste Terry Milewsky de la CBC, Jagmeet Singh a refusé à trois reprises de se distancer du culte de la personne rendu à Talwinder Singh Parmar, qui est retenu comme étant l'instigateur de l'attentat perpétré contre le vol 182 d'Air India ayant coûté la vie à 329 personnes en 1985. Face à la controverse, Jagmeet Singh a toutefois déclaré ensuite accepter les conclusions de l'enquête canadienne et condamner tous les responsables de l'attentat.

## Vie privée et distinctions
En janvier 2012, le Toronto Star a désigné Jagmeet Singh comme une des « 12 personnalités à suivre en 2012 », le qualifiant de « innovateur au sein de la politique ontarienne ». Jagmeet Singh fait partie des personnalités honorées par la World Sikh Organization du Canada en 2012 en tant que premier sikh portant le turban à devenir membre de l'Assemblée législative de l'Ontario. En 2013, il reçoit le titre de « sikh de l'année » de la SEWA et Toronto Life le désigne comme « étoile montante » et l'un des 20 résidents de Toronto les mieux habillés. Jagmeet Singh porte des costumes sur-mesure qu'il crée lui-même.
Jagmeet Singh est un spécialiste d'arts martiaux mixtes et a participé à des compétitions de Jiu-jitsu brésilien aux États-Unis et au Canada.
Il est marié depuis février 2018 à Gurkiran Kaur Sidhu, une créatrice de mode et femme d'affaires sikhe, cofondatrice avec sa sœur, de Jangiiro, une ligne de vêtements pendjabi,.
En 2018, il intègre la communauté des Young Global Leaders du Forum économique mondial.